# Maxime Blondeau
Maxime Blondeau, né le 19 février 1985 à L’Arbresle, est un auteur, enseignant et entrepreneur français. Il est à l'origine de la résurgence de la cosmographie. En 2025, il est suivi par plus de 200 000 personnes sur les réseaux sociaux.

## Biographie

### Jeunesse et formation
Maxime Blondeau, est l'aîné d'une fratrie de trois enfants. Issu d’une famille rurale du Beaujolais côté maternel, d’aviateurs et de marins côté paternel, il se définit comme ayant reçu en héritage une part égale de terre et de ciel.
Diplômé de Neoma Business School, de Sciences Po Paris et de l’Université Toulouse Jean Jaurès en anthropologie, il entreprend un voyage sabbatique au Tibet, en Chine et à Rome. Ce périple marque un tournant spirituel et intellectuel et pose les bases de sa réflexion sur la cosmographie.

### Carrière
Diplômé du Master Affaires Publiques de Sciences Po en 2010, Maxime Blondeau commence sa carrière dans le secteur des ressources humaines et du conseil en stratégie.
En 2016, il commence à enseigner l’anthropologie du numérique et la cosmographie à Sciences Po Paris et à Mines ParisTech. Son approche consiste à étudier l’impact culturel et sociétal des nouvelles technologies sur notre perception de l’espace et du temps. Il intervient également à Centrale Paris, Centrale Nantes, l’ICAM et l’INSP (ex ENA) avec une approche tournée vers la conscience collective du territoire. Son premier cours à Sciences Po, appliqué à la notion d’écologie de l’attention, deviendra un séminaire de 12 séances baptisé La Programmation du Monde.
En 2019, Maxime Blondeau co-fonde le Printemps écologique. Le premier syndicat qui vise à intégrer la gouvernance écologique dans le dialogue social. Après 5 ans d'existence, un premier documentaire raconte son histoire et sa première victoire systémique à Veauche, dans la Loire (42).
En 2021, à Vannes, dans le Morbihan, il co-fonde Sailcoop avec Maxime de Rostolan et Arthur Le Vaillant. Trois ans plus tard, la coopérative revendique plus de 3000 sociétaires et près de 15 000 billets vendus sur ses lignes de transports de passagers en voiliers.
En 2022, Maxime Blondeau commence à publier sur Linkedin. Dès le deuxième mois, plusieurs publications dépassent le million de vues. On lui propose alors de tenir une conférence au Georges V à Paris, devant 700 dirigeants d’entreprise sur l’humanité et la technologie. C’est le point de départ d’un effet boule de neige avec des demandes d’interventions de la part d’entreprises, d’administrations, d’associations et même des Nations Unies. Dès lors, on le sollicite en tant qu’advisor auprès de dirigeants et gouvernements autour de la notion de culture collective du territoire.
En 2025, il a tenu plus de 150 conférences en France et à l’international, et dépassé 160 millions de vues cumulées sur les réseaux sociaux, avec plus de 200 000 abonnés. Maxime Blondeau a par ailleurs développé un concept d’exposition de cartes, vidéos et photos satellites dont la plus marquante s’est tenue à Pollutec Paris 2024, sur un espace de plus de 200 m², attirant des milliers de visiteurs.

### Idées
La cosmographie (du grec «kósmos»: «univers» et de «gráphein»: «écrire») interroge notre perception du monde, ou plus exactement notre conscience collective de l'univers. Cette discipline est pratiquée depuis le paléolithique. L'ancienne acception du terme, pendant l'Antiquité et le Moyen Âge, était très large, puisqu'elle comprenait à la fois la géologie, la géographie et l'astronomie, la description intégrale du monde, avant d'être remplacée par les sciences de la nature.
Depuis 2016, Maxime Blondeau ramène cette réflexion à la notion concrète de territoire, en s'appuyant sur les sciences humaines dont l'anthropologie, et l'applique à l'économie, à l'administration et aux médias. Son postulat serait que l'écart entre la représentation graphique du monde et le monde lui-même (à travers le langage, l'écriture, la photographie, le cinéma, la cartographie, les données numériques...) serait l'une des causes premières des dérèglements écologiques depuis le début de l'ère néolithique.
On peut résumer le travail de Maxime Blondeau à la notion de perception du territoire et à ce qui l'influence dans la société, c'est à dire les structures sociales, culturelles et technologiques qui déterminent notre conscience du lieu, de l'espace et du temps.

### Géoconscience
Publié en octobre 2024, son premier livre a été tiré à 16 000 exemplaires pour sa première édition. Une deuxième édition est prévue pour octobre 2025. Géoconscience propose un voyage scientifique et poétique très visuel pour éveiller la conscience géographique, en s’appuyant sur des cartes et des données saisissantes sur l’état du monde. Maxime Blondeau milite ainsi pour une transformation profonde de notre rapport systémique au territoire, à la technologie et aux imaginaires.
Le livre a bénéficié d’une couverture médiatique importante, faisant l’objet d’articles dans Les Échos, Historia, le magazine GEO, We Demain, RTBF, en Belgique, ou encore Le Temps en Suisse.

## Distinctions
- 2024 : Trophée Neoma Alumni remis au Sénat à Paris en septembre 2024.
- 2021 : Lauréat de la 1ère promotion du Cercle de Giverny - "Les 50 moins de 40 ans qui transforment la France"
- 2020 :  Lauréat de la 1ère promotion de Social Demain - "Les moins de 35 ans qui feront le social demain".